# Tarlina noorundi
Tarlina noorundi is een spinnensoort uit de familie Gradungulidae. De soort komt voor in New South Wales, Australië en is de typesoort van het geslacht Tarlina